# Servei
Un servei, servici o serviment és una acció d'ajuda, d'assistència, acció de ser útil a un altre persona o per fer-ne un ús. Com exemples, entre altres: servei social substitutori, "Fora de servei", servei militar, servei secret o d'intel·ligència, servei postvenda, posar en joc una pilota de tennis.
Etimologícament, aquest mot és un derivat del llatí SĚRVUS, 'esclau'.
En economia consisteix en "la prestació de capacitat tècnica o intel·lectual" o" la prestació de treballs directament útils per a l'usuari, sense transformació material". Els serveis corresponen al sector terciari, que per això també rep el nom de sector serveis.
La prestació d'un servei correspon a una producció econòmica de caràcter particular, ja que no consisteix en el subministrament d'un bé material a un client. A més, els serveis -que es consumeixen alhora que són necessaris per produir-los- es consideren no "emmagatzemables".

## Classificació de Christopher Lovelock
Christopher Lovelock distingeix quatre àmplies categories de serveis. Els diferencia d'una banda per la naturalesa del servei: l'acció concreta i tangible d'un fisioterapeuta o un perruquer que físicament fa alguna cosa o l'acció psicològica, intel·lectual, immaterial, d'un professor, un psicoterapeuta o un comptable col·legiat; i d'altra banda, per l'objecte del servei, amb què es refereix: persones (el seu cos o la seva ment) o coses (tangibles o intangibles com els nombres). Això dona una matriu amb quatre components:
- serveis concrets prestats a les persones: perruqueries, transport de viatgers, atenció mèdica i quirúrgica, etc.;
- serveis concrets relacionats amb les coses: transport de mercaderies, tintoreria, reparació d'automòbils, avaries domèstiques o professionals (ascensor, etc.);
- serveis abstractes que aborden la intel·ligència o el significat: educació, entreteniment;
- serveis relacionats amb entitats digitals intangibles: compte bancari, crèdit, assegurança.

|                     | Gent                                                              | Mercaderies                                    |
| ------------------- | ----------------------------------------------------------------- | ---------------------------------------------- |
| Accions concretes   | Transport aeri, transport ferroviari, creuer, salut, turisme. . . | Bugaderies, reparació d'automòbils, venda. . . |
| Accions intangibles | Educació, formació, publicitat, entreteniment. . .                | Auditoria comptable, assegurances, crèdit. . . |